# سيارا (لاعب كرة قدم)
ماركوس فينانسيو دي ألبوكيركي (بالبرتغالية: Marcos Venâncio de Albuquerque) (مواليد 16 يونيو 1980 في كراتو - البرازيل) لاعب كرة قدم برازيلي يلعب حاليا لصالح نادي الدرجة الأولى باريس سان جيرمان الفرنسي منذ 2007 في مركز الظهير الأيمن .

## روابط خارجية
- هذه المقالة غير مرتبط بويكي بيانات